# Zygmunt Jałoszyński
Zygmunt Jałoszyński (ur. 18 czerwca 1946 w Łąkach Markowych) – polski lekkoatleta, który specjalizował się w rzucie oszczepem. Oficer Wojska Polskiego. Absolwent warszawskiej AWF. Brat Romana Jałoszyńskiego.

## Kariera
Czołowy polski oszczepnik początku lat 70 XX wieku. Reprezentował barwy MKS-u Włocławek (1963), Kujawiaka Włocławek (1964–1966), MKS AZS Warszawa (1967–1970) oraz Legii Warszawa (1971–1978).
Ośmiokrotny reprezentant kraju w zawodach międzypaństwowych (1970–1977). Dwukrotny medalista mistrzostw Polski seniorów oraz akademicki mistrz Polski z 1970. Brązowy medalista uniwersjady 1970 w Turynie, gdzie osiągnął wynik 79,84 m (wygrał Miklós Németh rzutem na odległość 81,94 m). W 1971 na mistrzostwach Europy w Helsinkach odpadł w eliminacjach. 25 lipca 1970 w Łodzi pobił rekord życiowy podczas Akademickich Mistrzostw Polski (85,00 m). W 1971 osiągnął najlepszy w Polsce rezultat w sezonie (84,18 m). Oba wyniki w tych latach były 12 rezultatami na świecie w sezonie.  
Po zakończeniu kariery był trenerem sekcji lekkoatletycznej Legii. Był też nauczycielem w-fu i przysposobienia obronnego w LVI Liceum Ogólnokształcącym w Warszawie. Obecnie uczy edukacji dla bezpieczeństwa w Szkole Podstawowej nr 16 im. Tony Halika w Warszawie. Honorowy obywatel Lubrańca. 

## Progresja wyników
| Rok           | 1963  | 1964  | 1965  | 1966     | 1967  | 1968  | 1969  | 1970  | 1971  | 1972  | 1973  | 1974  | 1975  | 1976  | 1977  | 1978  |
| Odległość (m) | 58,88 | 61,40 | 60,81 | kontuzja | 70,00 | 70,12 | 77,74 | 85,00 | 84,14 | 78,12 | 77,24 | 73,20 | 80,00 | 81,06 | 81,10 | 75,18 |

## Najlepsze starty w wybranych sezonach

### 1969
| Wynik   | Miejsce   | Data            |
| ------- | --------- | --------------- |
| 77,74 m | Warszawa  | 10 maja         |
| 77,30 m | Warszawa  | 18 października |
| 75,26 m | Sopot     | 24 maja         |
| 74,68 m | Kraków    | 17 lipca        |
| 74,14 m | Warszawa  | 3 lipca         |
| 72,62 m | Poznań    | 5 maja          |
| 72,40 m | Warszawa  | 20 czerwca      |
| 72,10 m | Pionki    | 10 sierpnia     |
| 71,50 m | Toruń     | 17 września     |
| 69,62 m | Warszawa  | 12 października |
| 69,22 m | Bukareszt | 1 października  |
| 68,52 m | Pionki    | 6 sierpnia      |

### 1970
| Wynik   | Miejsce              | Data             |
| ------- | -------------------- | ---------------- |
| 85,00 m | Łódź                 | 25 lipca         |
| 79,84 m | Turyn                | 2 września       |
| 79,26 m | Warszawa             | 28 sierpnia      |
| 79,18 m | Warszawa             | 28 września      |
| 79,06 m | Kraków               | 10 października  |
| 79,02 m | Warszawa             | 19 września      |
| 77,98 m | Warszawa             | 7 czerwca        |
| 77,64 m | Olsztyn              | 22 sierpnia      |
| 77,74 m | Warszawa             | 16 maja          |
| 77,24 m | Warszawa             | 20 czerwca       |
| 76,74 m | Warszawa             | 27 czerwca       |
| 76,42 m | Lipsk                | 20 października  |
| 76,22 m | Poznań               | 24 maja          |
| 75,62 m | Stargard Szczeciński | 15 października  |
| 74,92 m | Sieradz              | 22 lipca         |
| 74,80 m | Warszawa             | 9 sierpnia       |
| 74,72 m | Kijów                | 3 lipca          |
| 73,36 m | Warszawa             | 9 sierpnia (el.) |
| 73,28 m | Turyn                | 2 września (el.) |
| 73,14 m | Warszawa             | 30 maja          |
| 72,46 m | Warszawa             | 9 maja           |
| 70,26 m | Sofia                | 13 czerwca       |
| 67,08 m | Mediolan             | 8 września       |

### 1971
| Wynik   | Miejsce    | Data            |
| ------- | ---------- | --------------- |
| 84,18 m | Warszawa   | 23 maja         |
| 83,28 m | Warszawa   | 20 czerwca      |
| 80,46 m | Formia     | 10 maja         |
| 80,26 m | Helsinki   | 1 lipca         |
| 80,10 m | Warszawa   | 2 października  |
| 80,08 m | Warszawa   | 15 maja         |
| 79,06 m | Sztokholm  | 7 lipca         |
| 78,60 m | Warszawa   | 26 czerwca      |
| 77,88 m | Warszawa   | 20 czerwca      |
| 77,22 m | Warszawa   | 22 czerwca      |
| 77,18 m | Bratysława | 1 sierpnia      |
| 76,96 m | Sofia      | 12 czerwca      |
| 76,54 m | Helsinki   | 10 sierpnia     |
| 74,28 m | Turku      | 17 sierpnia     |
| 72,76 m | Toruń      | 10 października |

### 1972
| Wynik   | Miejsce    | Data        |
| ------- | ---------- | ----------- |
| 78,12 m | Warszawa   | 17 czerwca  |
| 76,34 m | Warszawa   | 28 czerwca  |
| 76,20 m | Warszawa   | 10 czerwca  |
| 74,70 m | Saarijärvi | 25 czerwca  |
| 73,64 m | Keuruu     | 23 czerwca  |
| 73,28 m | Warszawa   | 29 lipca    |
| 70,22 m | Warszawa   | 24 września |

### 1973
| Wynik   | Miejsce   | Data           |
| ------- | --------- | -------------- |
| 77,24 m | Warszawa  | 23 września    |
| 72,16 m | Bydgoszcz | 30 września    |
| 71,36 m | Toruń     | 7 października |
| 70,88 m | Warszawa  | 16 września    |

### 1974
| Wynik   | Miejsce    | Data        |
| ------- | ---------- | ----------- |
| 73,20 m | Warszawa   | 18 września |
| 71,96 m | Bratysława | 30 maja     |
| 71,00 m | Gliwice    | 29 września |
| 70,72 m | Białystok  | 28 lipca    |
| 70,32 m | Warszawa   | 3 sierpnia  |

### 1975
| Wynik   | Miejsce   | Data       |
| ------- | --------- | ---------- |
| 80,00 m | Bydgoszcz | 28 czerwca |
| 75,26 m | Warszawa  | 25 maja    |
| 73,10 m | Warszawa  | 11 czerwca |
| 72,78 m | Warszawa  | 3 sierpnia |
| 72,70 m | Bydgoszcz | 28 lipca   |
| 72,40 m | Warszawa  | 5 czerwca  |
| 72,02 m | Praga     | 7 lipca    |
| 71,70 m | Warszawa  | 17 maja    |
| 70,84 m | Warszawa  | 14 lipca   |
| 68,92 m | Bydgoszcz | 18 maja    |

### 1976
| Wynik   | Miejsce   | Data           |
| ------- | --------- | -------------- |
| 81,06 m | Brwinów   | 3 października |
| 80,38 m | Gliwice   | 22 września    |
| 77,64 m | Warszawa  | 21 sierpnia    |
| 76,96 m | Warszawa  | 29 sierpnia    |
| 76,80 m | Moskwa    | 11 września    |
| 76,70 m | Warszawa  | 22 maja        |
| 76,58 m | Bydgoszcz | 26 czerwca     |
| 75,38 m | Warszawa  | 12 lipca       |
| 73,64 m | Warszawa  | 22 sierpnia    |
| 72,76 m | Budapeszt | 3 czerwca      |
| 72,26 m | Warszawa  | 15 sierpnia    |
| 72,14 m | Bydgoszcz | 30 maja        |
| 70,12 m | Warszawa  | 11 czerwca     |

### 1977
| Wynik   | Miejsce              | Data            |
| ------- | -------------------- | --------------- |
| 81,10 m | Bydgoszcz            | 4 czerwca       |
| 80,62 m | Bydgoszcz            | 4 czerwca       |
| 77,90 m | Bydgoszcz            | 4 czerwca (el.) |
| 77,74 m | Karl-Marx-Stadt      | 25 czerwca      |
| 76,16 m | Bydgoszcz            | 28 września     |
| 76,14 m | Moskwa               | 10 lipca        |
| 76,10 m | Warszawa             | 2 września      |
| 75,72 m | Bydgoszcz            | 19 czerwca      |
| 75,66 m | Bydgoszcz            | 30 lipca        |
| 75,40 m | Warszawa             | 13 lipca        |
| 74,86 m | Szczecin             | 14 sierpnia     |
| 74,40 m | Stargard Szczeciński | 6 sierpnia      |
| 74,30 m | Warszawa             | 29 maja         |
| 71,36 m | Hawana               | 14 września     |

## 10 najlepszych startów w karierze
| Wynik   | Miejsce   | Data                |
| ------- | --------- | ------------------- |
| 85,00 m | Łódź      | 25 lipca 1970       |
| 84,18 m | Warszawa  | 23 maja 1971        |
| 83,28 m | Warszawa  | 20 czerwca 1971     |
| 81,10 m | Bydgoszcz | 4 czerwca 1977      |
| 81,06 m | Brwinów   | 3 października 1976 |
| 80,72 m | Gliwice   | 5 września 1976     |
| 80,46 m | Formia    | 10 maja 1971        |
| 80,26 m | Helsinki  | 1 lipca 1971        |
| 80,10 m | Warszawa  | 2 października 1971 |
| 80,08 m | Warszawa  | 15 maja 1971        |